# Schnall (Lautrach)

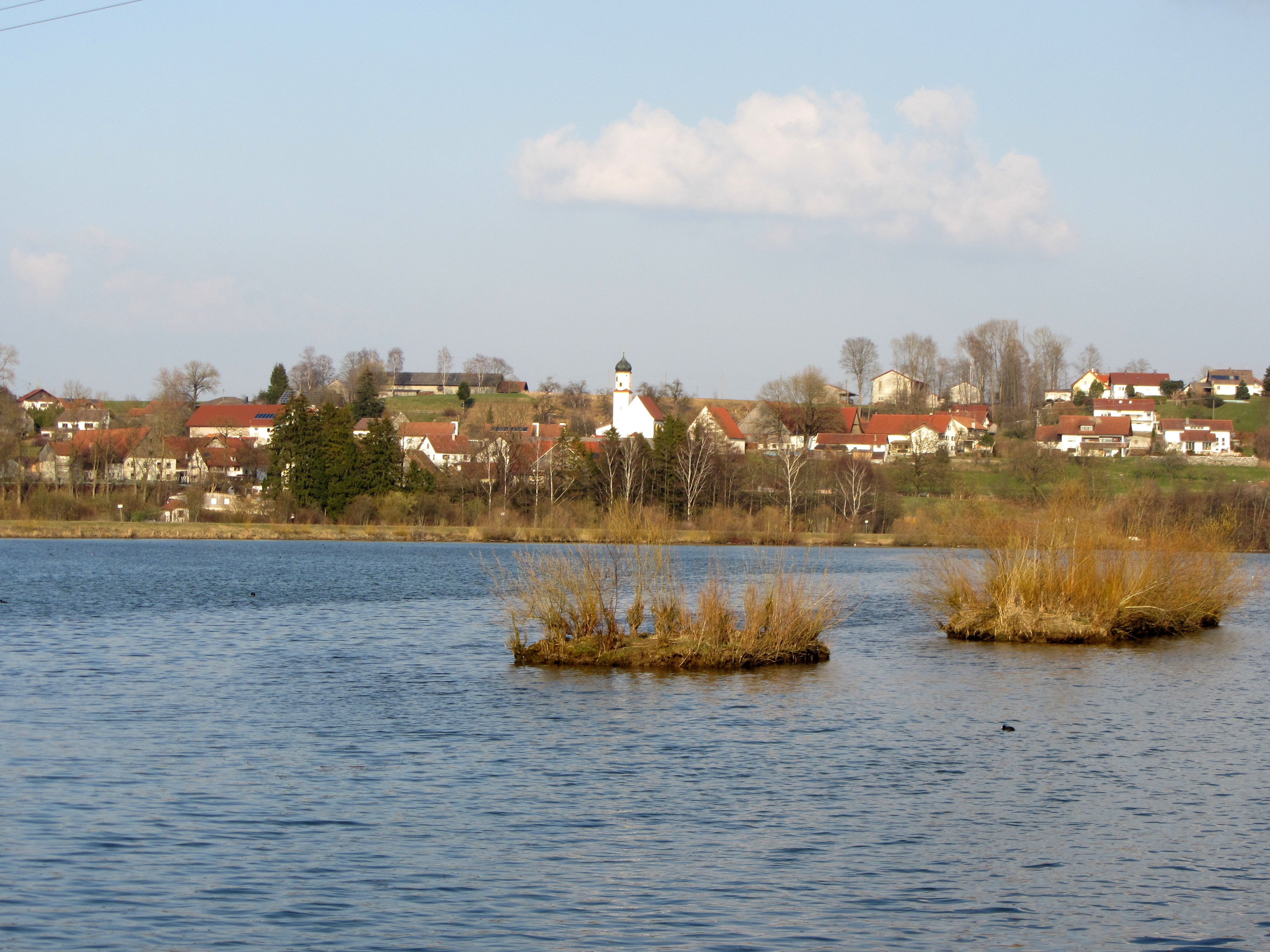
Blick von Schnall nach Kardorf 2012

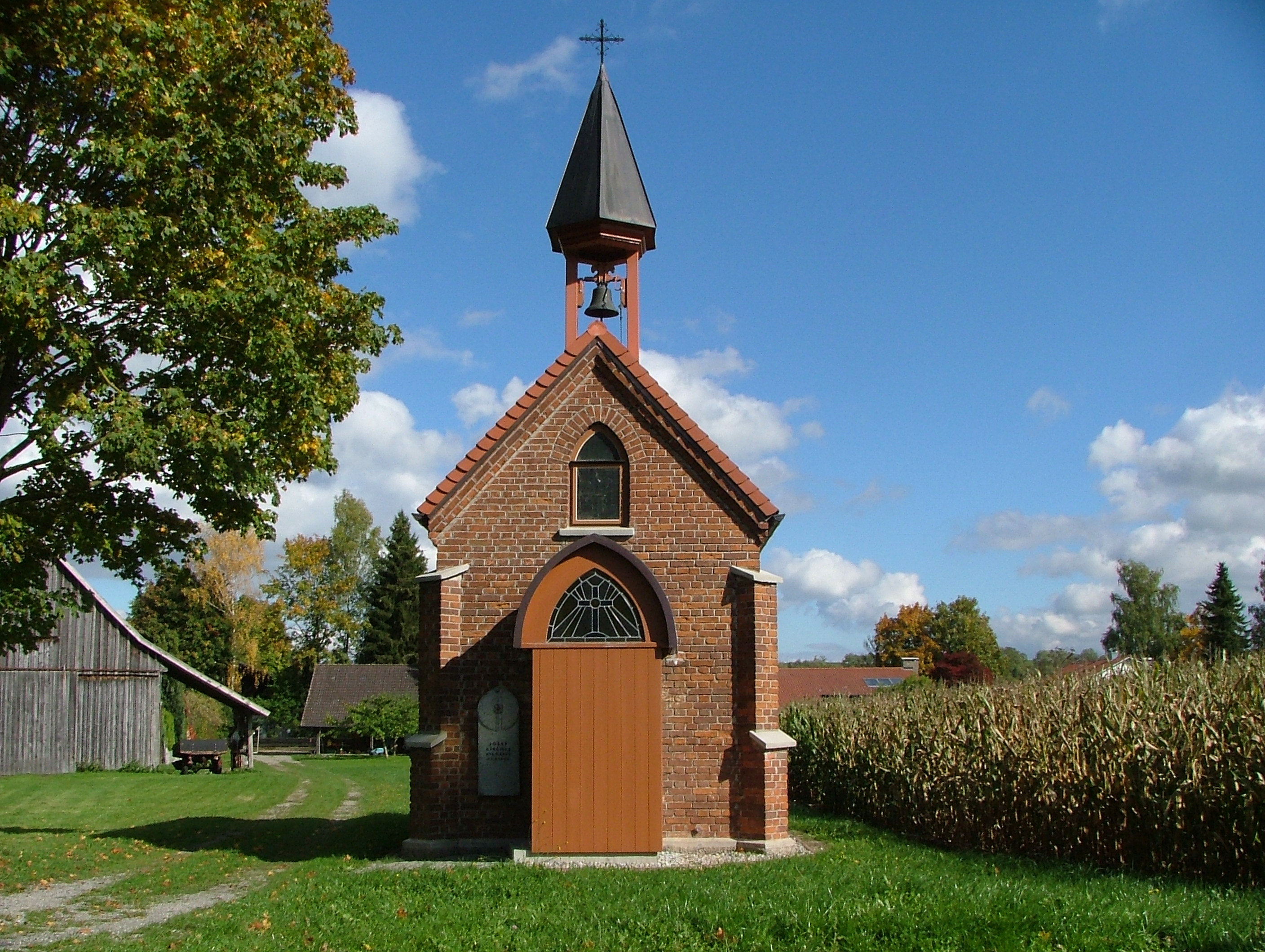
Katholische Kapelle

Schnall ist ein Gemeindeteil von Lautrach im Landkreis Unterallgäu. 1987 hatte das Dorf 68 Einwohner.

## Lage
Ab der Gemarkung von Schnall bildet die Iller seit dem 20. September 1812 die Grenze zwischen den heutigen Bundesländern Bayern und Baden-Württemberg, damals Königreich Bayern und Württemberg.

## Baudenkmäler
In Schnall befinden sich zwei in die amtliche Denkmalliste eingetragene Objekte:
- Grenzstein am Kalchsteigele, bezeichnet 1795.
- Katholische Kapelle, neugotischer Blankziegelbau aus dem Ende des 19. Jahrhunderts.